# Binitarianism
Binitarianismul este teologia a două persoane dumnezeiești într-unul singur Dumnezeu, spre deosebire de unitarianism, care susține un singur Dumnezeu într-o singură persoană, și de trinitarianism, care implică trei persoane dumnezeiești într-un singur Dumnezeu.
Tradițional și popular, binitarianismul este înțeles ca fiind un fel de monoteism - adică Dumnezeu este în mod absolut o singură ființă, deși există o dualitate în Dumnezeu. Cu timpul acest tip de monoteism a devenit "dualism", adică două ființe în una singură, dar cele două ființe sunt într-un perfect acord reciproc, înțelegându-se prin aceasta "familia lui Dumnezeu" formata din Tată și Fiu.
Unii binitarianiști au susținut, de-a lungul istoriei, că în acest tip de cristologie este reflectat mai veridic ceea ce ei denumesc "creștinismul original" adică iudaismul mesianic. Ei au subliniat că „primii creștini au venerat în mod deosebit două ființe - Dumnezeu Tatăl și Iisus Cristos”. Chiar și rabinii din primele secole de după Cristos au considerat creștinismul ca fiind binitarian. Spre sfârșitul secolului al II-lea, Melito de Sardis (mort cca. 180 d.Hr., pe care catolicii, dar și alte biserici creștine îl consideră sfânt), scrie despre Dumnezeu: „...nici un ochi nu-L poate vedea, nici un gând nu-L poate înțelege, nici o descriere nu-L poate cuprinde; iar cei ce-L iubesc vorbesc despre El astfel: Tată și Dumnezeul adevărului” (discurs ținut în prezența lui Antoninus Pius).
După ce Primul conciliu de la Niceea din anul 325 a respins arianismul, Conciliul de la Constantinopol din anul 381 îi acuză pe binitarieni ca fiind „semiarieni”, dar după ce doctrina trinitară a căpătat forță în cadrul creștinismului, această acuzație nu a mai fost formulată.
Unii binitarieni susțin că, de-a lungul timpului, grupări precum paulienii, albigenzii și bogomilii au fost adepți ai viziunii binitariene.
Mai târziu, binitarianismul a fost susținut de grupări din ce în ce mai mici.